# 해운대 비스타동원
해운대 비스타동원(Haeundae VISTA Dongwon)는 부산광역시 해운대구 우동에 위치한 주상복합 아파트 단지이다. 2016년 착공하여 2019년 10월에 완공 후 입주가 시작되었다.

## 구성
2개 동으로 이루어져 있으며 지하 6층부터 지상 45층까지 있다. 세대 수는 504세대, 오피스텔 40세대이고 주차대수는 총 634대이다. 세대 평수는 35평 4종류, 44평이 있다. 1, 2층에는 '해운대 비스타 스퀘어'라는 상가가 있다.

## 교통
- ● 부산 도시철도 2호선 - 해운대역, 중동역